# 千克
公斤（英語：kilogram，單位符号kg），又称公斤，国际单位制中質量的基本單位。在国际单位制的七个基本单位中，千克是唯一一個带有词头的基本單位。
千克定義爲：能使普朗克常數以kg⋅m2⋅s−1爲單位時，其數值精確等於6.62607015×10−34之單位
在2019年5月20日之前，千克仍是国际单位制基本单位中唯一仍使用实物进行定义的单位，即被定义为国际千克原器的质量。現行公斤的定義則是在2018年11月16日的第26屆國際度量衡大會通過。現行定義將以往透過測量得知的普朗克常量定為一標準值，使質量單位（公斤）和長度單位（公尺）、時間單位（秒）關聯，即透过普朗克-爱因斯坦关系式将光子的能量与它的频率联系起来。

## 質量的性質
千克是質量的單位，而質量就相當於日常說的一樣東西有多“重”。然而根據牛頓第二運動定律，質量實際上是一個與有關“慣性”的性質；也就是說，抵抗外力維持現狀的程度，質量越大，就越難使其加速。當一質量為一千克的物體在一牛頓的力作用下，會以每秒平方一米的加速度（約相等於地球重力加速度的十分之一）加速。
物質的重量完全隨本地的重力強度而定，而質量則不變（設該質量並非以相對論性速度相對於觀察者運動）。相應地，在微重力下的宇航员不需任何力氣就能舉起太空艙內的物體；因為物體“沒有重量”。然而，物體在微重力下仍保有其質量，宇航员需使出十倍的力才能把十倍質量的物體以相同的加速度加速。

## 歷史

### 早期定義
法国在1795年4月7日颁布了关于度量衡的法律，其中规定克为“在冰融化时的温度下，体积等于边长为一厘米（1/100米）的立方体的水的绝对重量”。
由于克是一个非常小的单位，日常的商贸生活中所涉及的物品质量远大于克；同时，基于特定体积的水定义的质量也难以方便与准确的复现，法律的实施需要一个基于该定义的实物基准。于是，人们专门制造了一件质量1000克的金属器临时作为千克基准。
与此同时，法国政府组织科学家开始了精确测定一立方分米（一公升）水的质量的工作。虽然，先前法律中对千克定义选取的特定体积水的温度点为0 ℃，这一温度点非常稳定。
但是经过数年的研究，在1799年，法国化学家路易·勒費夫爾－紀諾和意大利博物学家喬萬尼·法布羅尼决定修改定义，取水处于最稳定的密度点时的体积（即水在密度最大时的体积），而当时测定水的密度在4 ℃时达到最大。最终，他們的结论是一立方分米密度最大时的水的质量为4年前制造的千克基准器质量的99.9265%。同年，人们以尽可能的接近（在当时的科技条件的许可的情况下）4 ℃时一立方分米水的质量为目标，制作了一件纯铂的千克原器。该原器於六月被送交法国檔案局，並於1799年12月被正式确认为“檔案局千克”（Kilogramme des Archives），千克被定义为等于它的质量。该基准器使用了九十年。

### 国际千克原器
十九世纪七十年代，法国政府赞助了一系列的会议。人们在这些会议上意识到应该使用铂铱合金而不是纯铂来制作千克原器。1875年5月20日，17个国家在法国巴黎签署米制公約，建立公制體系（这一体系以后发展为国际单位制体系）。该公约产生了国际计量大会、国际计量委员会和国际计量局三个组织。在这之后人们制造了一批使用铂銥合金的千克标准砝码，其形狀是高度和直徑均為39.17 mm的直立圓柱體。1889年，依照公约召开了第一次国际计量大会，批准将其中最接近档案局千克的一件作为国际千克原器。不过，直到1901年的第三次国际计量大会上才将国际千克原器的质量定义为千克。国际千克原器于是作为千克的标准砝码一直使用到今天。一千克标准物被保存于一口钟形罩内，存放在国际计量局（该局位于巴黎附近的塞弗尔）。标准砝码一直被安置在法国（巴黎塞夫尔）一座城堡中、一个防止它与外界接触的保险箱里 。

### 普朗克常數
在2011年，國際度量衡大會以全體55位代表一致贊成的票數，同意根據一個物理常數來重新定義公斤。2018年11月16日國際度量衡大會全體會議通過決議，改用以普朗克常數為基礎的公式作為「千克」的新定義：將普朗克常數{\displaystyle h}定為6.626 070 15 × 10−34 kg⋅m2⋅s−1，以此讓恆定的自然常數和人為單位相連接。新定義於2019年5月20日生效。

## 千克的重要性

国际单位制中基本單位的相依性。許多国际单位制中單位的大小，包括大部份電學和光度相關的單位，都高度的和千克的穩定性有關。

作为国际单位制中的七个基本单位之一，千克的穩定性非常重要。例如力的單位牛頓就是定義為使一千克的物體有1 m/s2的加速度，若国际千克原器的質量有輕微的變動，牛頓的大小也會有相同程度的變動。而壓強的單位帕斯卡的定義有用到牛頓，因此也會隨之變化。這样的連鎖反應會影響許多的單位，例如能量單位焦耳的定義是用以一牛頓的力使物體位移一米所作的功，而功率單位瓦特的定義則是單位時間所作的力，都會受到影響。電流單位安培的定義也和力學單位牛頓有關，因此千克的變化會影響安培的大小．也會影響其他電磁學的單位，例如庫侖、伏特、特斯拉、韋伯等。（電磁學單位中，歐姆、西門、法拉及亨利不受千克變化的影響，因為分子是安培的平方，分母是千克，千克的變化恰巧可以抵消。）甚至光度基本單位燭光也會受到影響，而流明和勒克斯也隨之影響。
因為許多國際標準制單位的大小都和一個已使用146年、高爾夫球大小、金屬製的国际千克原器有關。因此国际千克原器的品質需要認真保護，以維持國際標準制的一致性。儘管有最好的保護，但是自從36年前的第三次週期性校正至今，全世界的国际千克原器複製品的平均質量已和国际千克原器有5.7 µg的誤差。世界各國的量測實驗室要在第四次週期性校正時才能確定質量變化的歷史趨勢是否會持續。

## 千克的未来
但是目前的研究表明，国际千克原器的质量随着时间的推移会发生微小的变化。同时，为了防止过度的使用对国际千克原器造成损伤，国际千克原器也不能经常性使用。这些因素都给更精确地测量质量带来不便。
目前世界上有许多科研小组试图使用各种方法，对千克进行重新定义。相关的计划包括将千克与阿伏伽德罗常数相联系，重新测定阿伏伽德罗常数，制作一个完美的硅28球体作为千克标准；制造瓦特天平，通过普朗克常数质量之间的关系确定千克的大小。
在2005年，國際度量衡委員會（CIPM）已经建議以基本物理常量为基础对千克进行重新定义，并于2010年10月向国际度量衡大会（CGPM）提议以普朗克常量重新定义千克。2011年10月的国际度量衡大会第24次会议原则性同意该提议，并决定将原定2015年的第25次会议提前至2014年举行，届时做出最终决议。，2014年則決定將在2018年改由自然界的七個基礎常數換算成新的單位制度。

## 註解
1. ↑  当时定义克的法律也定义升为「体积计量单位, 可用于固体及液体, 为十分之一米的立方。」法语原文如下：“Litre, la mesure de capacité, tant pour les liquides que pour les matières sèches, dont la contenance sera celle du cube de la dixièrne partie du mètre.”
2. ↑  现代测量结果表明水在最大密度时的温度为3.984 ℃。但是在十八世纪晚期的科学家都断定这个温度是4 ℃。
3. ↑  临时千克标准已经被按照早期由安托萬·拉瓦節和阿羽依在法国一个不久就过时的名为 poids de marc 系统所测量出的单一和不准确的水密度来制造，当时测得一立方公寸0 ℃蒸馏水含18,841格令。由勒費夫爾－紀諾和喬萬尼·法布羅尼所做的新的准确度更高的测量断定一立方公寸在新温度标准4 ℃——水最“密集”的时候——下的水质量要比之前猜测的最重的0 ℃不准确的测量值更小一些，为18,827.15格令。
法國政治家塔列朗在法國提倡公制系統，1791年3月26日，塔列朗提出一份有關如何繼續公制計劃的草案，四天後法國政府組織一個委員會，目的是準確的決定新的公制系統的基本單位。委員會將任務分為五份，對應委員會中的五個組。確定一立方分米水的質量的任務一開始是交給安托万·拉瓦锡及勒内·茹斯特·阿羽依，最後是由勒費夫爾－紀諾和法布罗尼所完成。
拉瓦節是當時法國二十八個稅務官之一，在法國大革命的恐怖統治時間中被控叛國罪，並且在1794年5月8日被斬首。阿羽依也入獄，差點還上了斷頭台，後來是在一位博物學家的說情下才倖免於難。

## 資料來源
1. ↑  . BIMP.   [2008-12-16]. （原始内容存档于2013-05-21）.
2. ↑  New York Times "The Latest: Landmark Change to Kilogram Approved" Nov 16 2018; https://www.nytimes.com/aponline/2018/11/16/world/europe/ap-eu-france-updating-the-kilo-the-latest.html （页面存档备份，存于）
3. 1 2  . 1795-04-07  [2008-12-17]. （原始内容存档于2011-05-12）. Gramme, le poids absolu d'un volume d'eau pure égal au cube de la centième partie du mètre , et à la température de la glace fondante.
4. ↑  .   [2023-11-04]. （原始内容存档于2023-11-04）.
5. ↑  Ronald Edward Zupko. . DIANE Publishing. 1990.
6. ↑  .   [2013-07-19]. （原始内容存档于2013-08-21）.
7. ↑  . PanSci.asia. 泛科學. 2018-11-15  [2018-11-17]. （原始内容存档于2018-07-06）.
8. ↑  John Leicester. . 《獨立報（法语：Irish Independent）》. 2018-11-16  [2018-11-17]. （原始内容存档于2018-11-16）.
9. ↑   (PDF),   [2018-11-18], （原始内容 (PDF)存档于2018-04-29）
10. ↑  . NIST. 2018-11-16  [2018-11-16]. （原始内容存档于2019-05-29） （英语）.
11. ↑  . 新华网. 2008-04-17  [2011-04-26]. （原始内容存档于2009-10-16）.
}
12. ↑  . 译言网. 2011-04-11  [2011-04-26]. （原始内容存档于2011-04-19）.
13. ↑  94th Meeting of the International Committee for Weights and Measures (2005). Recommendation 1: Preparative steps towards new definitions of the kilogram, the ampere, the kelvin and the mole in terms of fundamental constants （页面存档备份，存于）
14. ↑  . Nist.gov.   [2011-04-03]. （原始内容存档于2011-03-19）.
15. ↑  Ian Mills.  (PDF). CCU. 2010-09-29  [2011-01-01]. （原始内容存档 (PDF)于2011-01-10）.
16. ↑   (PDF). 24th meeting of the General Conference on Weights and Measures. Sèvres, France. 17–21 October 2011  [2011-10-25]. （原始内容 (PDF)存档于2012-01-13）.
17. ↑   (PDF) (新闻稿). Sèvres, France: General Conference on Weights and Measures. 2011-10-23  [2011-10-25]. （原始内容存档 (PDF)于2012-02-09）.